# Daniel Bärholz
Daniel Bärholz (* 1641 in Elbing; † 1688 ebenda) war ein deutscher Dichter der Barockzeit und Ratsherr in Elbing.

## Leben und Werk
Der Sohn eines Bernsteindrehers studierte nach dem Besuch der Gymnasien in Elbing, Stolp und Danzig an den Universitäten Königsberg, Wittenberg und Marburg.
Bärholz war Mitglied in mehreren Dichtervereinigungen seiner Zeit: 1666 wurde er als Philoklyt in den Elbschwanenorden Johann Rists aufgenommen, 1669 als der Sanftmüthige in Philipp von Zesens Deutschgesinnte Genossenschaft. 1670 nahm ihn  Sigmund von Birken in den Pegnesischen Blumenorden in Nürnberg auf. Rist ernannte ihn 1666 zum gekrönten Dichter.
1670 veröffentlichte Bärholz Des Chariclyts denkwürdiger Wein-Monat, eine Erzählung über ein Freundestreffen im Oktober an der Elbe. 1674 verfasste er für die Balthis, eine Lobschrift der Pegnitzschäfer aus dem Nord- und Ostseeraum, an Birken einhundert Kling-Gedichte (Sonette).
Bärholz, der seit 1673 mit Regine Caspar verheiratet war, nahm von 1672 bis 1673 im Auftrag des Stadtrats von Elbing an einer Gesandtschaft nach Schweden teil, ab 1677 wurde er zum städtischen Secretarius der Stadt ernannt, und 1685 wurde er zum Ratsmitglied von Elbing gewählt.  Er starb 1688 in seiner Heimatstadt.